# José Luis Martínez González
José Luis Martínez González (Àguiles,  Múrcia, 9 de novembre de 1964) és un polític espanyol. Va ser diputat de  Ciutadans al Congrés dels Diputats durant la XI legislatura d'Espanya.
Nascut a Àguiles en 1964, Martínez és  llicenciat en Geografia i Història per la Universitat de Múrcia. Ha desenvolupat la seva carrera professional dedicant-se al sector  informàtic en diferents empreses privades.
Afiliat a  Ciutadans des 2014, és l'actual coordinador de la formació a la localitat  murciana d'Águilas.
El març de 2015 es va presentar a les primàries del  partit taronja per encapçalar la llista de la candidatura a l'alcaldia de Águilas, resultant elegit, encara que no va aconseguir l'acta de regidor després de la  eleccions municipals de maig d'aquest mateix any.
Després de les  eleccions generals de desembre de 2015, Martínez es va convertir en diputat del partit de Albert Rivera per  Múrcia, després d'haver concorregut a les mateixes com a número 2.
Durant la brevíssima legislatura, Martínez va exercir de portaveu adjunt a la Comissió per a l'Estudi del Canvi Climàtic i de vocal a la Comissió de Pressupostos.